# Franc Juvan
Franc Juvan, slovenski vrtnar, * 10. oktober 1875, Ljubljana-Polje, † 29. junij 1960, Ljubljana.
V letih 1896 do 1960 je kot vrtnar delal v Botaničnem vrtu Univerze v Ljubljani ter bil tu od okoli leta 1900 do 1955 tehnični vodja. Bil je učenec botanika Alfonza Paulina in njegov najbližji sodelavec pri zbiranju in prepariranju rastlin  za herbarijsko zbirko Flora exsiccata carniolica. Juvan je bil med najboljšimi poznavalci slovenske flore in eksotičnih rastlin. Po njem je imenovan endemični Juvanov netresk (Sempervivum juvanii).
Mož njegove vnukinje je bil Boris Sket.